# Анхель Деальберт
Анхель Деальберт (ісп. Ángel Dealbert, нар. 1 липня 1983, Бенльйок) — іспанський футболіст, захисник.

## Ігрова кар'єра
Народився 1 липня 1983 року в місті Бенльйок. Вихованець футбольної школи клубу «Кастельйон». Дорослу футбольну кар'єру розпочав 2002 року в основній команді того ж клубу, в якій провів сім сезонів, взявши участь у 210 матчах чемпіонату. Більшість часу, проведеного у складі «Кастельйона», був основним гравцем захисту команди.
Своєю грою за цю команду привернув увагу представників тренерського штабу «Валенсії», до складу якої на правах вільного агента приєднався влітку 2009 року. Відіграв за валенсійський клуб наступні три сезони своєї ігрової кар'єри, проте основним гравцем команди не став.
До складу клубу «Кубань» приєднався влітку 2012 року. Встиг відіграти за краснодарську команду 51 матч у національному чемпіонаті.